# Устя-Кіровське
Устя-Кіровське (рос. Устье-Кировское) — присілок в Пестовському районі Новгородської області Російської Федерації.
Населення становить 33 особи. Входить до складу муніципального утворення Пестовське сільське поселення.

## Історія
Від 2004 року входить до складу муніципального утворення Пестовське сільське поселення

## Населення
| 2010 |
| ---- |
| 33   |